# 裴宣 (北魏)
裴 宣（はい せん、454年 - 511年）は、北魏の官僚。字は叔令。本貫は河東郡聞喜県。

## 経歴
裴駿の子として生まれた。幼くして父を失い、母や兄に孝事して知られた。秀才に挙げられ、都の平城に上り、司空の李訢と面会した。その会談は朝から夕方まで及んで、李訢を感嘆させてやまなかった。また鑑識眼で知られた李沖も、裴宣を重んじた。
489年（太和13年）、裴宣は尚書主客郎となり、南朝斉の使者の顔幼明・劉思斅・蕭琛・范雲らを応接した。都官郎に転じ、員外散騎侍郎の位を受けた。旧令により吏部郎と同班とされた。孝文帝が沙門を集めて仏教経典を講義させると、裴宣は帝の命を受けて批判的な質問をおこない、その理解が深かったため、孝文帝の賞賛を受けた。493年（太和17年）、孝文帝が洛陽に遷都すると、裴宣は採材副将となった。次いで穆亮の下で司空諮議参軍となった。497年（太和21年）、穆亮の司空府が解散されると、裴宣は司州治中に転じ、司徒右長史を兼ねた。さらに右長史のまま司州別駕に転じた。
宣武帝の初年、太中大夫の位を受け、別駕のまま河東郡中正を兼ねた。さらに都督司州諸軍事となり、太尉長史に転じた。南征の兵士を郷里に帰し、戦死者を弔うよう上奏して、聞き入れられた。
正始年間、征虜将軍・益州刺史として出向した。晋寿郡が復活して、さらに益州が置かれると、裴宣の治所は南秦州に改められた。先だって陰平郡の氐の首長の楊孟孫が王として自立し、南朝梁と通じて国境地帯を侵犯していた。裴宣は使者を派遣して楊孟孫を説得し、北魏に帰順させて、その子を洛陽に送らせた。また武興郡の氐の姜謨らが北魏の庇護を求めた。
裴宣は代々儒学を家業としてきた者として、いさぎよい引退に憧れており、上表して解任を求めたが、宣武帝に許されなかった。このため「懐田賦」を作って内心をつづった。511年（永平4年）、裴宣の病が重くなり、宣武帝が太医令を派遣して病状を診させ、薬を与えさせた。裴宣は死期を悟ってその日を予言し、そのとおりに亡くなった。享年は58。左将軍・豫州刺史の位を追贈された。諡は定といった。

## 子女
- 裴敬憲
- 裴荘伯
- 裴献伯（東魏の武定末年に廷尉卿）

## 伝記資料
- 『魏書』巻45 列伝第33
- 『北史』巻38 列伝第26